# Dương vật
Dương vật là bộ phận sinh dục chính mà động vật giống đực sử dụng để phối giống cho bạn tình tiếp nhận qua đường tình dục (thường là giống cái và lưỡng tính) trong quá trình giao phối với nhau. Các cơ quan như vậy xảy ra ở nhiều loài động vật, cả động vật có xương sống và không xương sống, nhưng con đực không phải lúc nào cũng mang dương vật ở mọi loài động vật và ở những loài mà con đực có cái gọi là dương vật, dương vật ở các loài khác nhau không nhất thiết phải tương đồng. Ví dụ, dương vật của động vật có vú gần giống với dương vật của côn trùng giống đực hoặc con hà giống đực.
Thuật ngữ dương vật áp dụng cho nhiều cơ quan nội tạng, nhưng không phải tất cả; ví dụ, cơ quan nội tạng của hầu hết các động vật chân đầu là haocotylus, một cánh tay chuyên biệt và nhện đực sử dụng chân của chúng. Ngay cả trong động vật có xương sống cũng có các biến thể hình thái của dương vật với thuật ngữ cụ thể, chẳng hạn như bán dương vật.
Trong hầu hết các loài động vật mà có một cơ quan có thể được mô tả một cách hợp lý là dương vật, nó không có chức năng chính nào ngoài sự xâm nhập, hoặc ít nhất là truyền tinh trùng cho con cái, nhưng ở động vật có vú, dương vật có chứa một thành phần niệu đạo, thải ra nước tiểu trong khi tiểu tiện và phóng ra tinh dịch trong quá trình giao hợp.

## Động vật có xương sống

### Chim

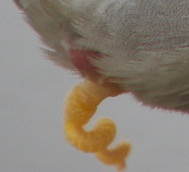
Giả dương vật của vịt cổ xanh

Hầu hết các con chim đực (ví dụ, gà trống và gà tây) có một lỗ huyệt (cũng có trên con cái), nhưng không phải là một dương vật. Trong số các loài chim có dương vật là paleognathes (tinamous và chuột)  và họ Vịt (vịt, ngỗng và thiên nga). Một dương vật chim có cấu trúc khác với dương vật của động vật có vú, là một sự mở rộng cương cứng của thành lỗ huyệt và được tạo thành do bạch huyết, không phải máu. Nó thường có lông một phần và ở một số loài có gai và sợi giống như bàn chải, và ở trạng thái mềm mại cuộn tròn bên trong lỗ huyệt. Vịt hồ (còn gọi là vịt xanh Argentina) có dương vật lớn nhất so với kích thước cơ thể của tất cả các loài động vật có xương sống; trong khi dương vật thường dài khoảng một nửa kích thước cơ thể (20 cm), mẫu vật vịt có dương vật dài 42,5 cm đã được ghi lại.
Trong khi hầu hết các con chim đực không có bộ phận sinh dục bên ngoài, chim nước đực (họ Vịt) có một dương vật. Hầu hết các loài chim giao phối với những con đực giữ thăng bằng trên đầu con cái và chạm vào lỗ huyệt trong một "nụ hôn lỗ huyệt"; Điều này làm cho việc thụ tinh mạnh mẽ rất khó khăn. Dương vật mà chim nước đực đã tiến hóa trồi ra khỏi cơ thể của chúng (như một cuộn dây xoắn theo chiều kim đồng hồ) và hỗ trợ trong việc thụ tinh con cái mà không cần sự hợp tác của chúng. Sự tiến hóa của chim nước đối với một con vẹt để giao hợp mạnh mẽ với con cái đã dẫn đến sự phản tác dụng ở con cái dưới dạng cấu trúc âm đạo gọi là túi chết và cuộn dây theo chiều kim đồng hồ. Những cấu trúc này làm cho con đực khó xâm nhập hơn. Các cuộn dây theo chiều kim đồng hồ có ý nghĩa bởi vì dương vật con đực thoát ra khỏi cơ thể theo hình xoắn ốc ngược chiều kim đồng hồ; do đó, một cấu trúc âm đạo theo chiều kim đồng hồ sẽ cản trở giao hợp ép buộc. Các nghiên cứu đã chỉ ra rằng dương vật của con đực càng dài thì cấu trúc âm đạo của con cái càng phức tạp.
Vịt hồ là đáng chú ý do sở hữu dương vật dài nhất trong tất cả các động vật có xương sống khi tính đến chiều dài cơ thể. Dương vật của chúng thường được cuộn lại ở trạng thái mềm, có thể đạt chiều dài tương đương với bản thân con vật khi cương cứng hoàn toàn, nhưng thường có độ dài khoảng một nửa chiều dài của con vịt đó. Giả thuyết cho rằng kích thước đáng chú ý của dương vật có gai của chúng với đầu lông có thể đã tiến hóa để đáp ứng với áp lực cạnh tranh ở những con chim quan hệ tình dục rất bừa bãi này, nhằm loại bỏ tinh trùng của các con đực khác từ những lần giao phối trước đó theo cách của một chiếc bàn chải.
Con đực và con cái ở loài đà điểu Emu có hình dáng tương tự nhau, mặc dù dương vật của con cái có thể có thể nhìn thấy được khi nó đại tiện.
Tinamou đực có một dương vật hình xoắn ốc, tương tự như của những con chuột và bán dương vật của một số loài bò sát. Con cái có một cơ quan giống như dương vật nhỏ ở lỗ huyệt, mà trở nên lớn hơn trong mùa sinh sản.

### Động vật có vú

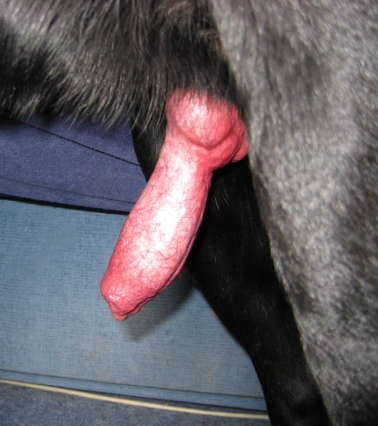
Bộ phận sinh dục ngoài của một con chó săn Labrador.

Giống như bất kỳ thuộc tính cơ thể nào khác, chiều dài và đường kính của dương vật có thể rất khác nhau giữa các động vật có vú thuộc các loài khác nhau. Ở nhiều động vật có vú, kích thước của dương vật mềm hơn kích thước cương cứng của nó. So sánh về kích thước tuyệt đối, dương vật có xương sống nhỏ nhất thuộc về loài chuột thông thường (5 mm hoặc 0,2 inch).

## Hình ảnh

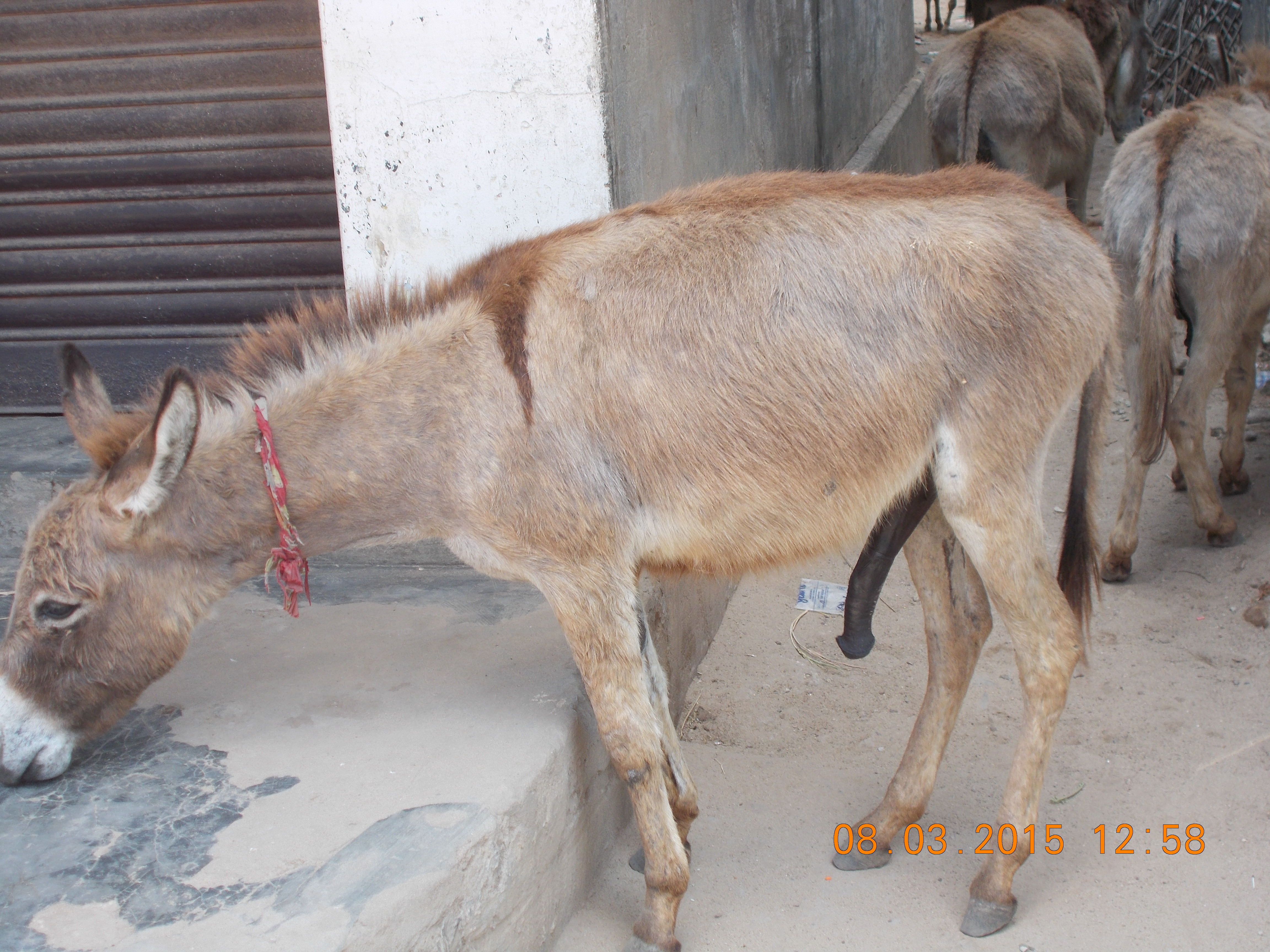
Dương vật của một con lừa